# Szlarnik maskowy
Szlarnik maskowy (Zosterops somadikartai) – gatunek małego ptaka z rodziny szlarników (Zosteropidae), opisany naukowo w 2008 roku. Jest endemitem Wysp Togian w Indonezji.
Morfologia
Oliwkowozielony ptak o białym brzuchu. Czoło i kantarek czarne, podbródek i gardło siarkowożółte. Przypomina swego najbliższego krewnego – szlarnika czarnoczelnego z wyspy Celebes. W przeciwieństwie do innych reprezentantów tej rodziny nie ma jednak charakterystycznych białych obwódek wokół oczu.
Długość ciała około 11 cm.
Ekologia i zachowanie
Występuje w niskich zaroślach w pobliżu namorzynów, w ogrodach, gajach kokosowych, zaroślach wtórnych i lasach wtórnych od poziomu morza do 100 m n.p.m. Zwykle przebywa w krzewach o wysokości 5–15 m.
Jego dieta składa się z owadów i ich larw, zbiera je z gałęzi i spod liści. Żeruje w parach lub w małych stadach liczących do pięciu osobników.
Status i zagrożenia
IUCN od 2010 roku uznaje szlarnika maskowego za gatunek bliski zagrożenia (NT, Near Threatened) ze względu na niewielki zasięg występowania oraz to, że degradacja siedlisk może spowodować spadki liczebności. Liczebność populacji nie została oszacowana, ale ptak ten opisywany jest jako rzadki i lokalny. Główne zagrożenia to przekształcanie siedlisk przez człowieka i nadmierna eksploatacja surowców naturalnych.